# Jōji Nakata
Jōji Nakata (中田 譲治, Nakata Jōji), né le 22 avril 1954, est un seiyū.

## Rôles notables
- Les 12 royaumes : Koutetsu
- Rêves d'androïde : Gandel
- Angel Heart (manga) : Zhao/Chef du Qinglong
- Argento Soma : Michael Heartland
- Armitage: Dual-Matrix (film) : Strings
- Bleach - The Sealed Sword Frenzy (OAV) : Baishin
- Blood+ : Amshel
- Blue Seed : Murakumo
- Boogiepop Phantom : Spooky Electric
- Bubblegum Crisis: Tokyo 2040 (TV) : Brian J. Mason
- Cowboy Bebop : MPU
- Code Geass: Diethard Ried
- Daa! Daa! Daa! : Wannya's Father
- Date A Live : Elliot Baldwin Woodman
- Dirty Pair Flash : Waldess
- Dragon Ball Z : Attaque Super Warrior ! : Jaguer Batta
- Elfen lied : Bandou
- Eyeshield 21 : Annonceur
- Fate/Zero : Kirei Kotomine
- Fate/stay night : Kirei Kotomine
- Fire Emblem Heroes : Gustav
- Gankutsuou : Le Comte de Monte Cristo/Edmond Dantès
- Gungrave : Rad
- Haiyore! Nyaruko-san :
- Hellsing Ultimate : Alucard
- Hellsing (série télévisée d'animation) : Alucard
- Kenshin le vagabond : Lentz
- Keroro, mission Titar : Giroro
- Kurokami : Steiner
- Log Horizon: Nyanta
- Lost Universe : Alfred Stargazer
- Macross Dynamite 7 (OAV) : Graham
- Mobile Suit Gundam MS IGLOO : The Hidden One Year War: Federico Czariano
- Mobile Suit Gundam Seed C.E.73 : Stargazer: Edmond Du Clos
- Mobile Suit Gundam Seed Destiny Special Edition : President Joseph Copeland
- Mobile Suit Victory Gundam : Godwald Hein; Leonid Almodovar; Mandella Soone; Narrateur
- Naruto (TV) : Baki
- One Piece : Hody Jones
- Orphen : Childman
- Peacemaker : Toshizo Hijikata
- Ragnarök the Animation : Herman
- RahXephon : Jin Kunugi
- Les Chroniques de la guerre de Lodoss (OAV) : Prince Jester
- Les Chroniques de la guerre de Lodoss (TV) : King Kashue
- Serial Experiments Lain : Homme en noir 2
- Sket Dance : Chuuma Tetsuji
- Slayers Next : Maryuo Gaav
- SoltyRei : Roy Revant
- Sonic X : Dark Oak
- Spikeout Digital Battle Online / Final Edition : Tenshin
- Street Fighter II (film) : Mike Bison (Balrog)
- Submarine 707R : Chairman Howard
- Texhnolyze : Motoharu Kimata
- Tsubasa Chronicle - Torikago no Kuni no Himegimi (film) : King
- Vision d'Escaflowne (film) : Dune/Folken
- Vision d'Escaflowne (TV) : Folken
- X (film) : Kusanagi Shiyuu
- Yakitate!! Ja-pan : Gran Kaiser
- Yukikaze : James "Jack" Bukhar